# The Sign of Four (pel·lícula de 1983)
The Sign of Four (a.k.a. Sir Arthur Conan Doyle's The Sign of Four) és una telefilm britànic de 1983 de misteri dirigit per Desmond Davis i protagonitzada per Ian Richardson i David Healy. La pel·lícula està basada en la novel·la homònima de Sir Arthur Conan Doyle de 1890 del mateix nom, la segona novel·la que inclou Sherlock Holmes i Doctor Watson.

## Producció
El 1982, el productor nord-americà Sy Weintraub es va associar amb el productor anglès Otto Plaschkes per fer sis pel·lícules de televisió amb històries de Sherlock Holmes. Charles Edward Pogue fou contractat per escriure els guions però finalment només es van filmar The Sign of the Four i The Hound of the Baskervilles per la sèrie de Granada Television Sherlock Holmes estrenada el 1984.
En una entrevista a Scarlet Street, Ian Richardson va explicar:
| « | "Aquesta era la mosca del nostre ungüent. Inicialment, una mosca invisible. Ja veus, quan Sy Weintraub estava planejant les pel·lícules, no sabia que els drets d'autor de les històries de Holmes estaven a punt de caducar a Anglaterra i va haver de passar per moltes negociacions legals amb la propietat de Conan Doyle per tal d'obtenir el permís per utilitzar-los. No obstant això, ignorava totalment els plans de Granada per filmar una sèrie amb Jeremy Brett... Weintraub estava furiós, perquè havia pagat molts diners per obtenir el permís i aquí estava Granada que deia: "Gràcies, però ho farem". Així que Weintraub els va portar als jutjats. Va tenir un cas molt bo, aparentment, però finalment hi va haver un acord extrajudicial per una suma extraordinària de diners, una cosa així com dos milions de lliures, que va ser suficient perquè Weintraub cobrís les seves despeses en ambdues The Sign of Four i The Hound of the Baskervilles, i obtenir beneficis també. I així va acabar el projecte." | » |

The Sign of Four es va rodar simultàniament amb The Hound of the Baskervilles però el calendari impedia tenir David Healy interpretant Watson a les dues pel·lícules, de manera que Donald Churchill va ser reclutat per interpretar el paper a The Hound of the Baskervilles. Apareixen dos Watson anteriors. a la pel·lícula: Terence Rigby que va interpretar a Watson a Holmes a la sèrie de Tom Baker The Hound of the Baskervilles el 1982 i Thorley Walters que va interpretar a Watson tres vegades abans; amb Christopher Lee com a Holmes a Sherlock Holmes and the Deadly Necklace, amb Douglas Wilmer com a Holmes a El germà més llest de Sherlock Holmes i amb Christopher Plummer com Holmes a Silver Blaze. Clive Merrison, que interpretava Bartholomew Sholto, ontinuaria interpretant a Holmes a la llarga sèrie sèrie de ràdio.

## Casting
- Ian Richardson com a Sherlock Holmes
- David Healy com a Dr. John H. Watson
- Thorley Walters com el major John Sholto
- Cherie Lunghi com a Mary Morstan
- Joe Melia com a Jonathan Small
- Clive Merrison com a Bartholomew Sholto
- Richard Heffer com Thaddeus Sholto
- Terence Rigby com a inspector Layton
- Michael O'Hagan com a Mordecai Smith
- Robert Russell com a Williams

## Diferències amb la novel·la
- La trama inclou la recuperació del tresor d'Agra, que aquí estava amagat a la cama de fusta de Small mentre intenta afirmar que el va disposar al Tàmesi.[1] Després que Holmes s'adoni del que ha passat a causa del pes sospitós d'una cama de fusta a l'aigua, el tresor és reclamat per la policia (tot i que la seva peça més preuada, un gran diamant anomenat Gran Mogul, Holmes el dona a Mary).[4] IA la novel·la, Small disposa de tot el tresor al Tàmesi.
- A diferència de la novel·la original, la pel·lícula presenta l'assassinat de Thaddeus Sholto, on Small torna a la casa per intentar intimidar-lo revelant la ubicació del tresor, colpejant Sholto fins a la mort amb rabia quan Sholto afirma que el va regalar fa molt de temps.[4]
- Si bé Watson expressa una forta atracció per la senyoreta Morstan, la pel·lícula no implica un desenvolupament romàntic entre els dos personatges, ja que només es mostra amb lleugers "tocs romàntics".[4]
- La novel·la original presenta un detectiu local anomenat Athelney Jones que treballa conjuntament amb Holmes i Watson. En aquesta versió, Jones és canviat per l'inspector Lestrade, encara que el nom del detectiu s'ha canviat a "Layton". És clar que a la pel·lícula original, es va utilitzar el nom de Lestrade, però més tard es va doblar i es va canviar a Layton (probablement amb finalitats de drets d'autor).